# Wóz zabezpieczenia technicznego

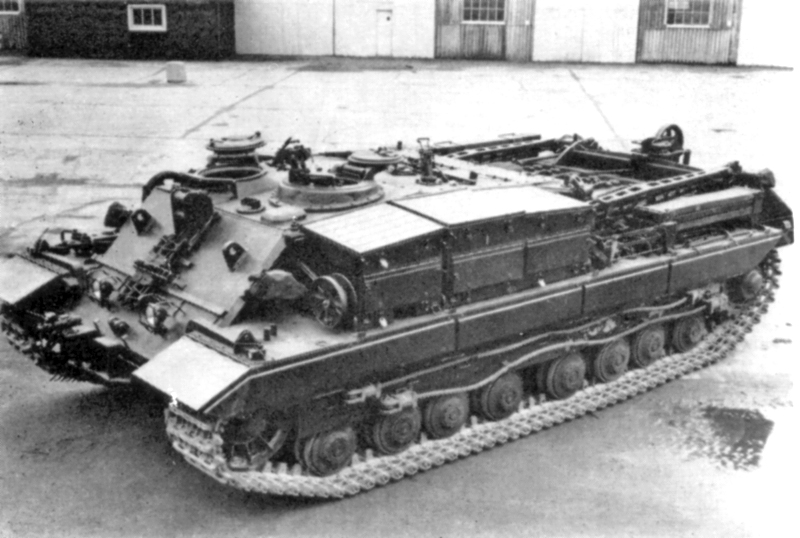
Brytyjski FV222 Conqueror ARV Mk II

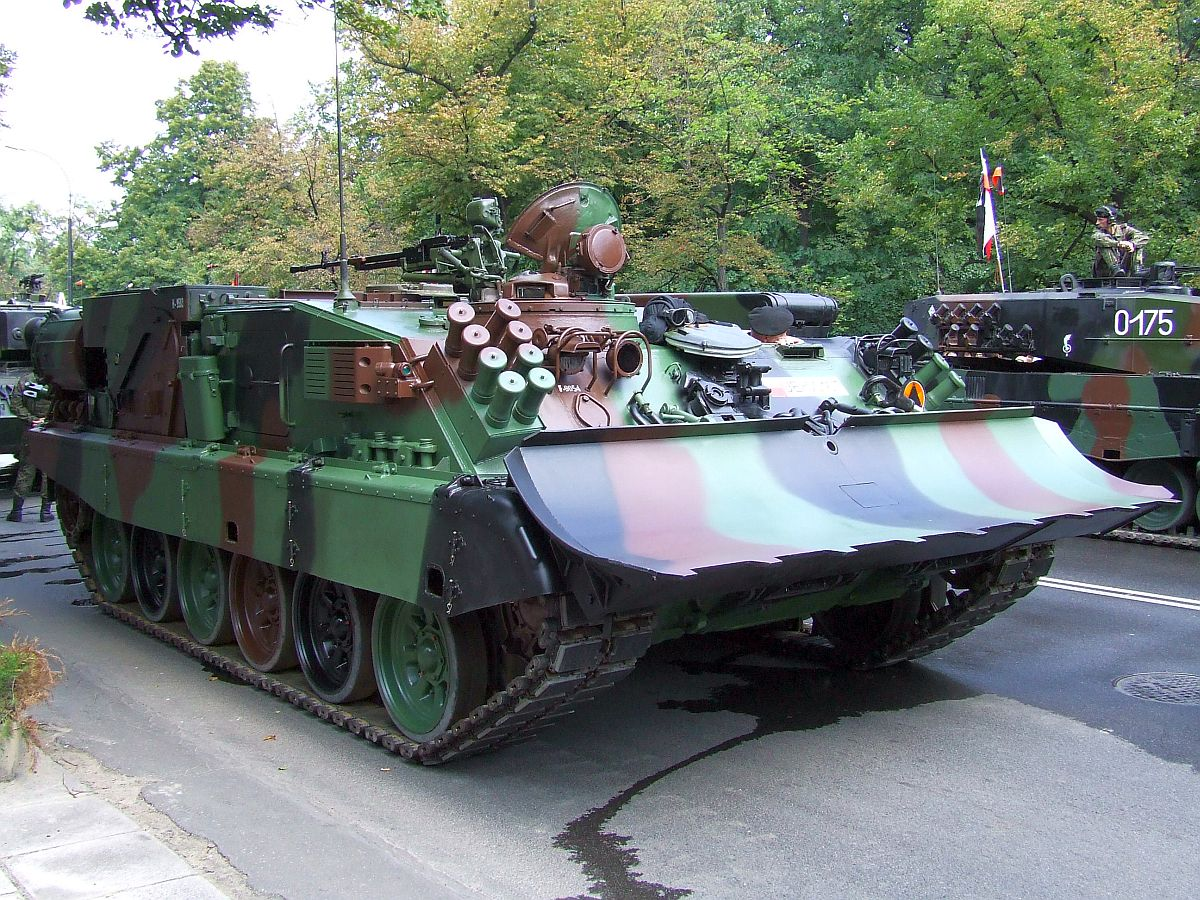
WZT-3 polskiej produkcji

Wóz zabezpieczenia technicznego (WZT) – zazwyczaj opancerzony pojazd wojskowy przystosowany do naprawy uszkodzonych wozów bojowych w warunkach bojowych oraz odholowania ich z zagrożonego obszaru, w miejsce przeprowadzenia większych napraw.
Wozy zabezpieczenia technicznego budowane są zazwyczaj na podwoziach czołgów lub transporterów opancerzonych.